# دانشگاه کپنهاگ
دانشگاه کُپنهاگ (به دانمارکی: Københavns Universitet) قدیمی‌ترین دانشگاه و مرکز تحقیقاتی در کشور دانمارک، شهر کپنهاگ است. این دانشگاه در سال ۱۴۷۹ میلادی تأسیس شد. هم‌اکنون بیش از ۳۷٬۰۰۰ دانشجو دارد. اکثریت دانشجویان دانشگاه کپنهاگ را زنان تشکیل می‌دهند. در رده‌بندی‌های جهانی در چهل دانشگاه برتر دنیا دسته‌بندی می‌شود. نیلز بور فیزیکدان معروف و برنده جایزه نوبل در این دانشگاه عضو هیئت علمی بود.

## رنکینگ
در رتبه‌بندی دانشگاه‌های جهان QS در سال ۲۰۲۰ دانشگاه کپنهاگ در رده ۸۱ دنیا و اول دانمارک قرار گرفته‌ است.
همچنین در رتبه‌بندی مؤسسه تایمز در سال ۲۰۲۰ این دانشگاه رتبه ۱۰۱ را در بین دانشگاه‌های جهان از آن خود کرده‌ است.
براساس رتبه‌بندی شانگهای در سال ۲۰۲۱، دانشگاه کپنهاگ رتبه ۳۰ را در بین دانشگاه‌های جهان از آن خود کرده‌است.

## دانشکده ها
دانشگاه کپنهاگ دارای شش دانشکده است که شامل:
- دانشکده علوم پزشکی و بهداشت
- دانشکده حقوق
- دانشکده علوم اجتماعی
- دانشکده علوم انسانی
- دانشکده علوم
- دانشکده الهیات

## نگارخانه

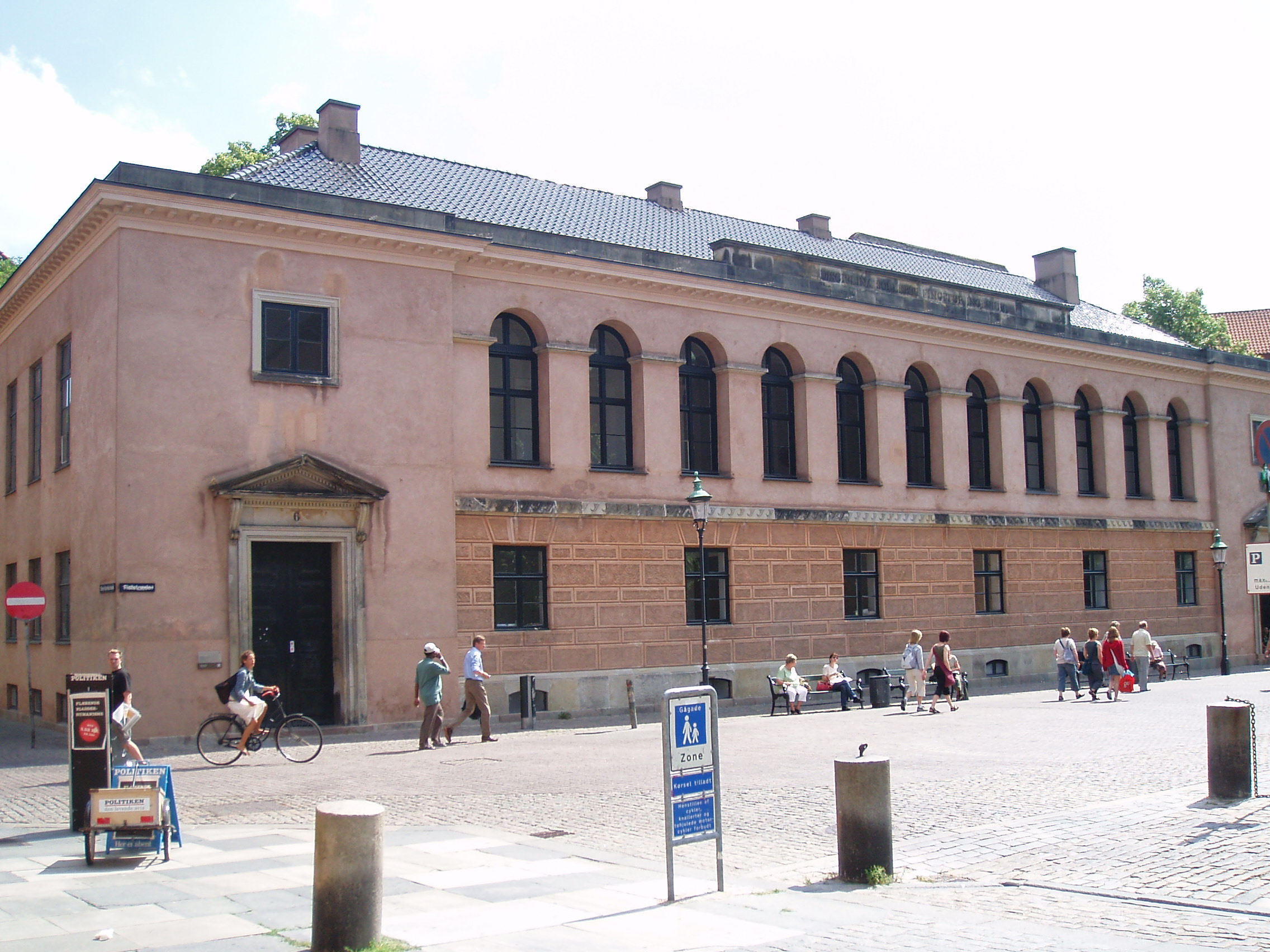
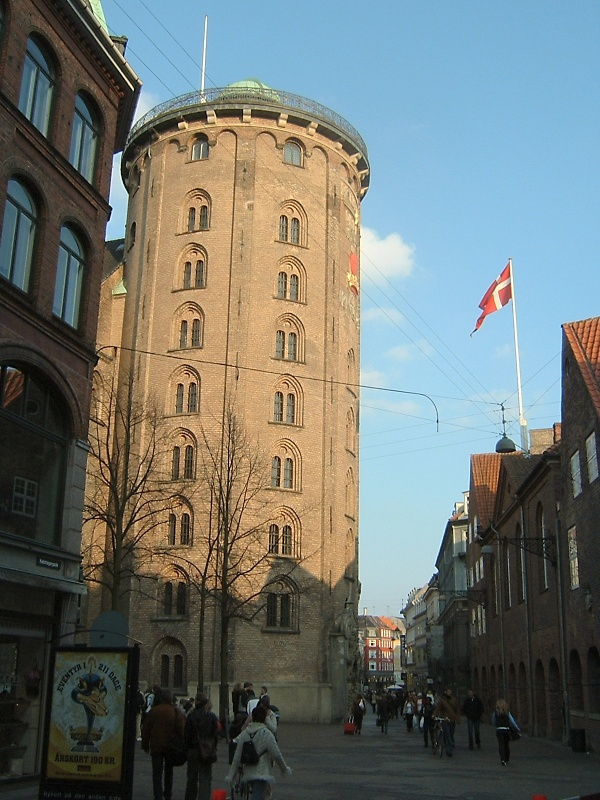
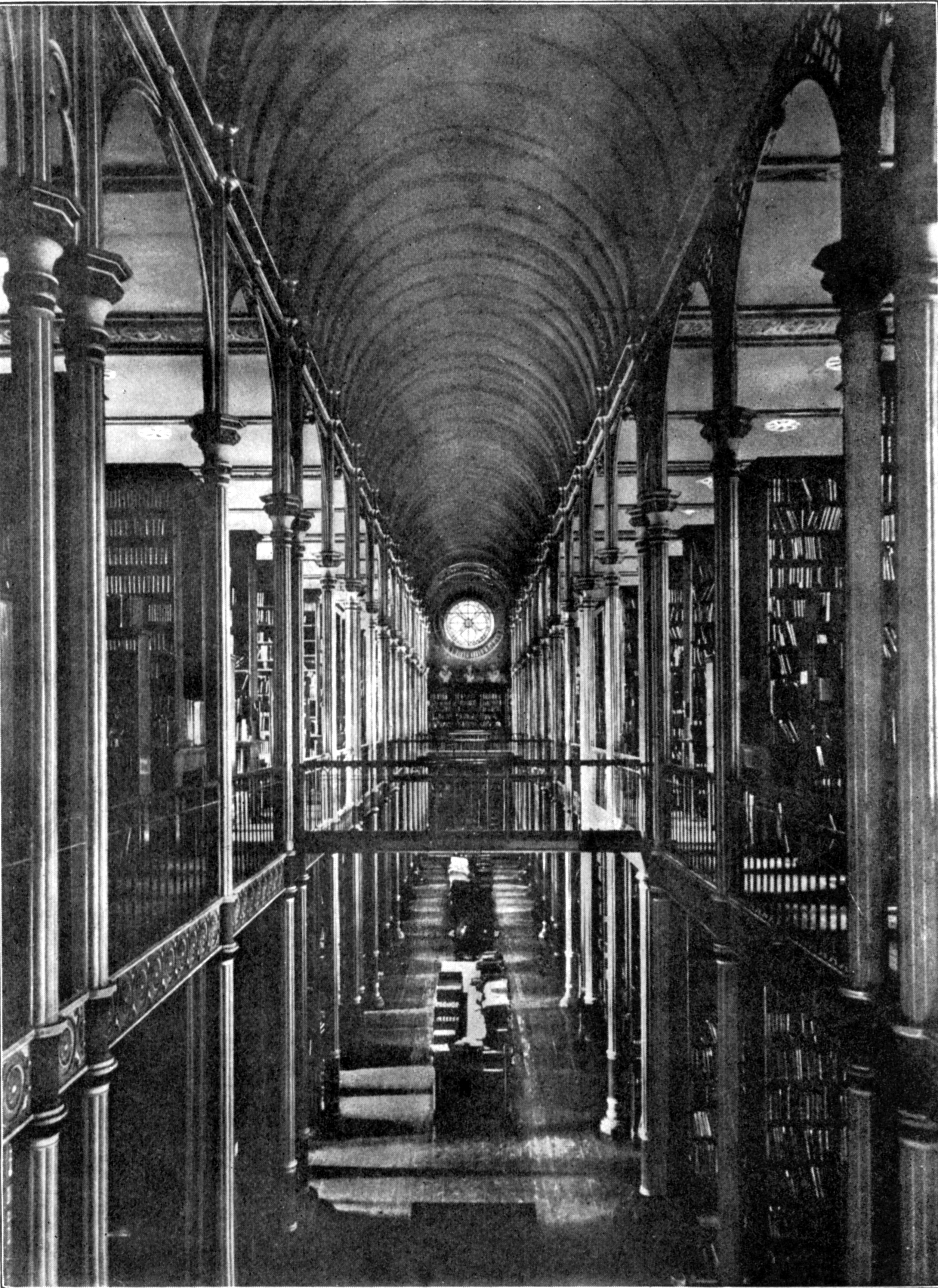
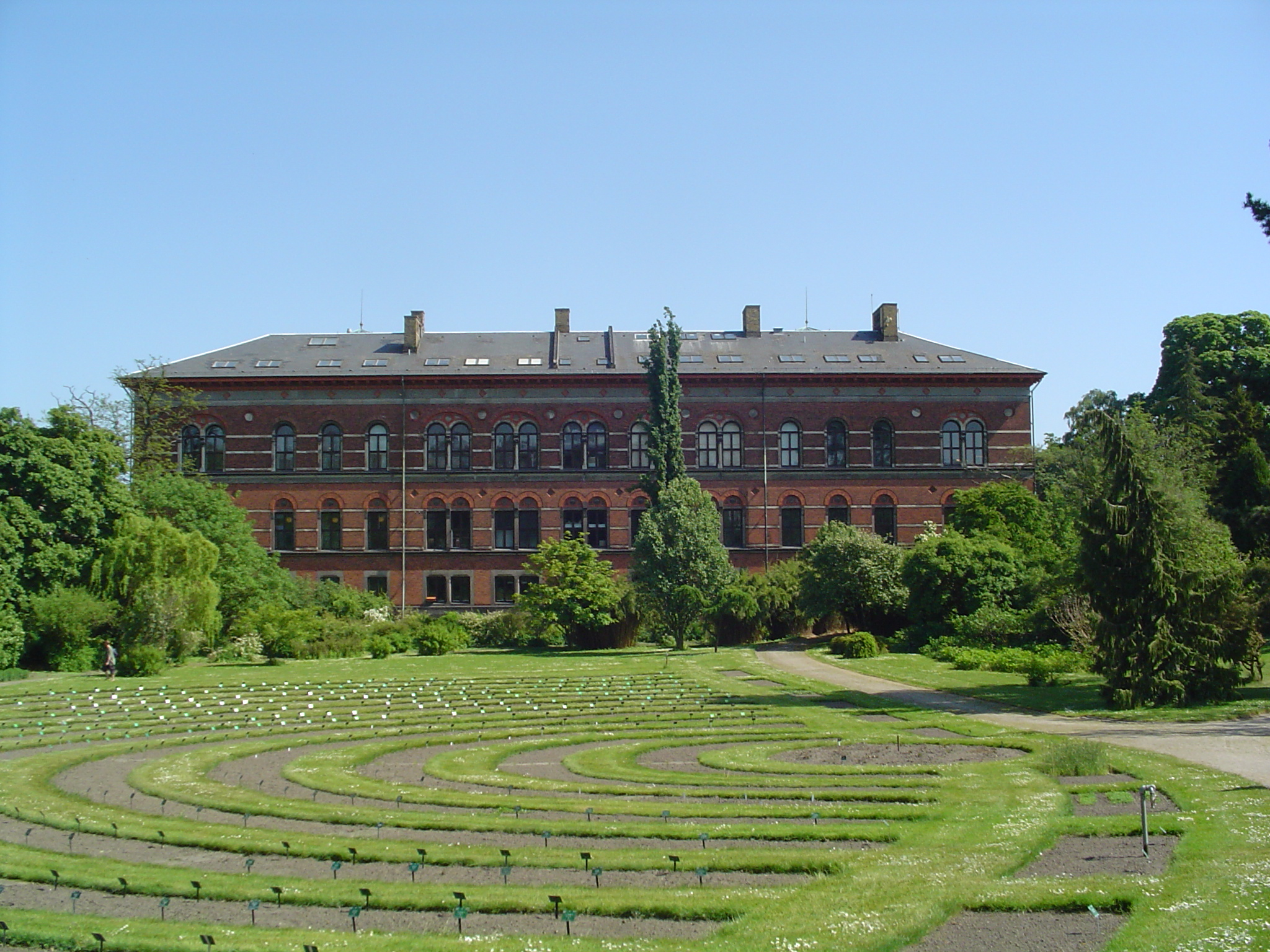
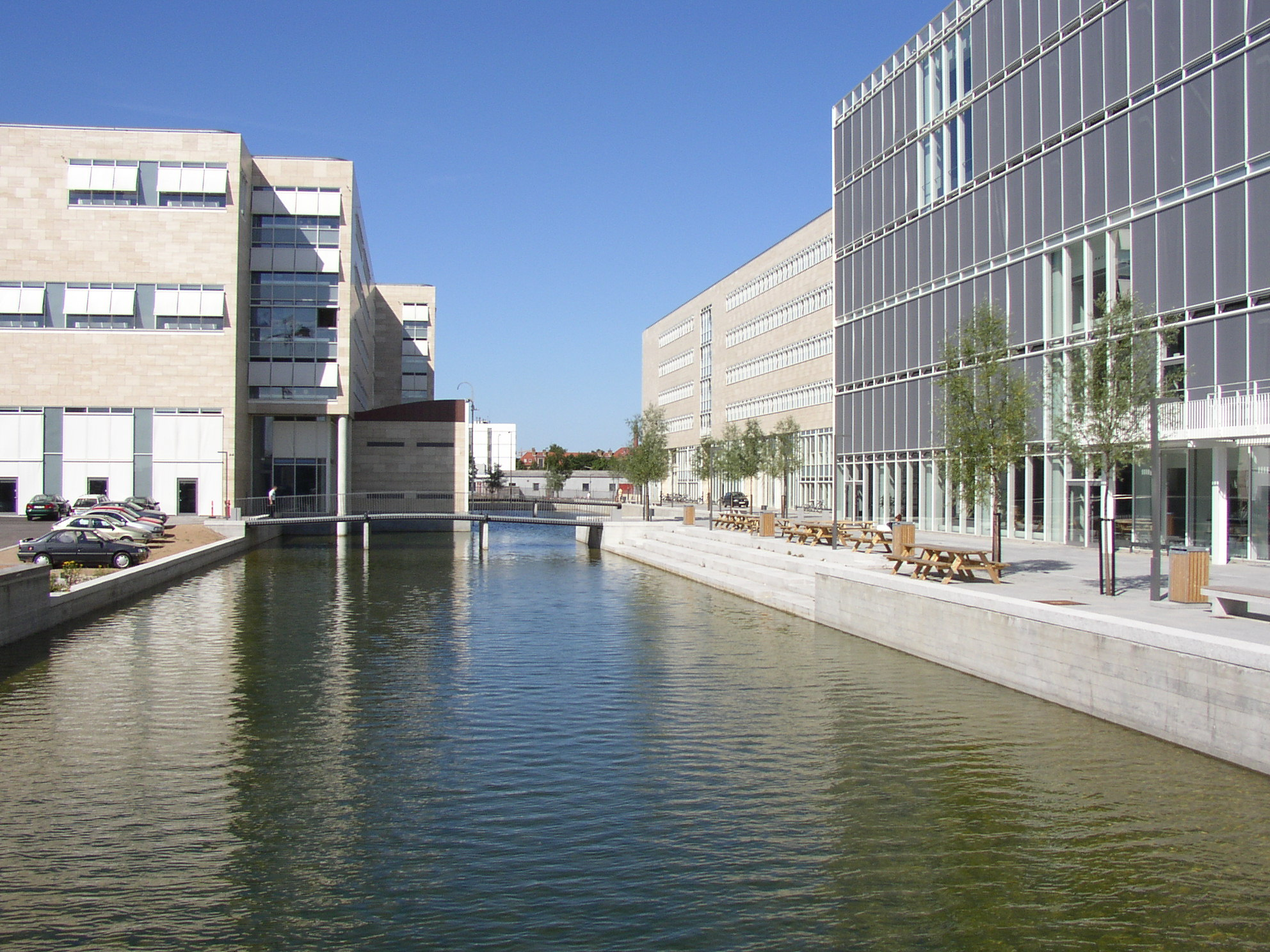
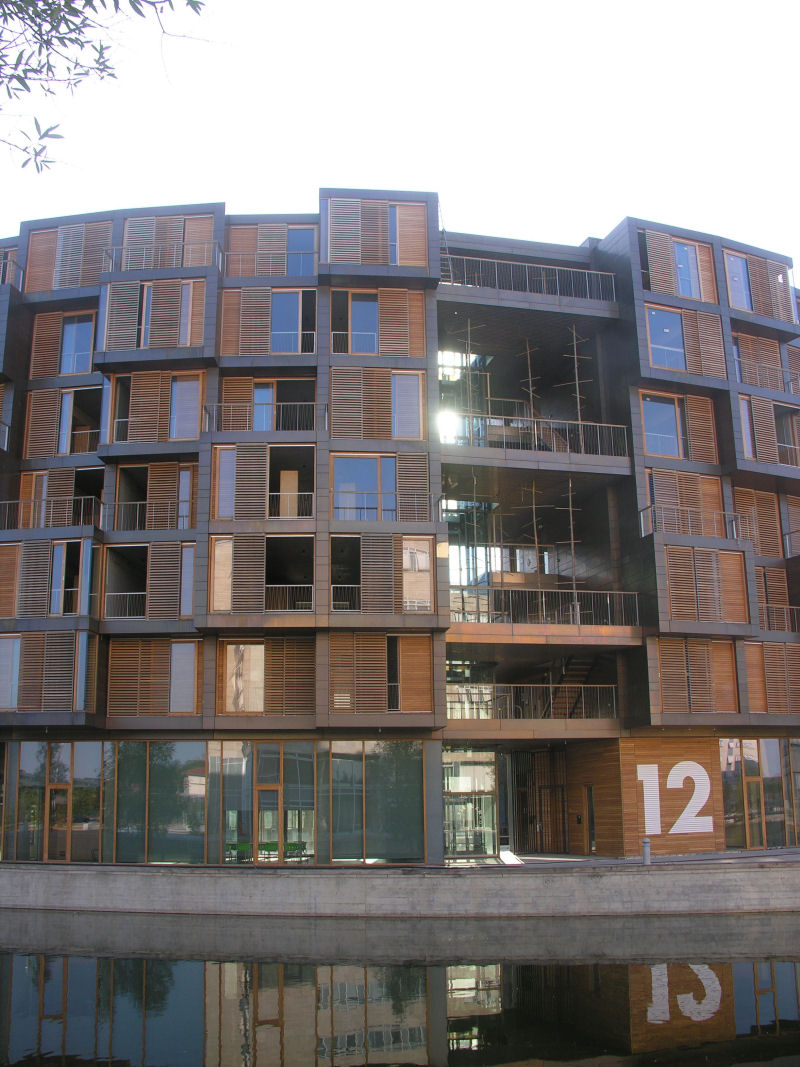